# Шевченково (Обуховский район)
Шевченково (укр. Шевченкове) — село на Украине, входит в состав Обуховского района Киевской области.
Население по переписи 2001 года составляло 25 человек. Почтовый индекс — 08700. Телефонный код — 4572. Занимает площадь 0,48 км². Код КОАТУУ — 3223184203.

## География
Село расположено в западной части района. Расстояние до города Обухов составляет около 11 км.

## Местный совет
08715, Київська обл., Обухівський р-н, с. Копачів.

## Галерея

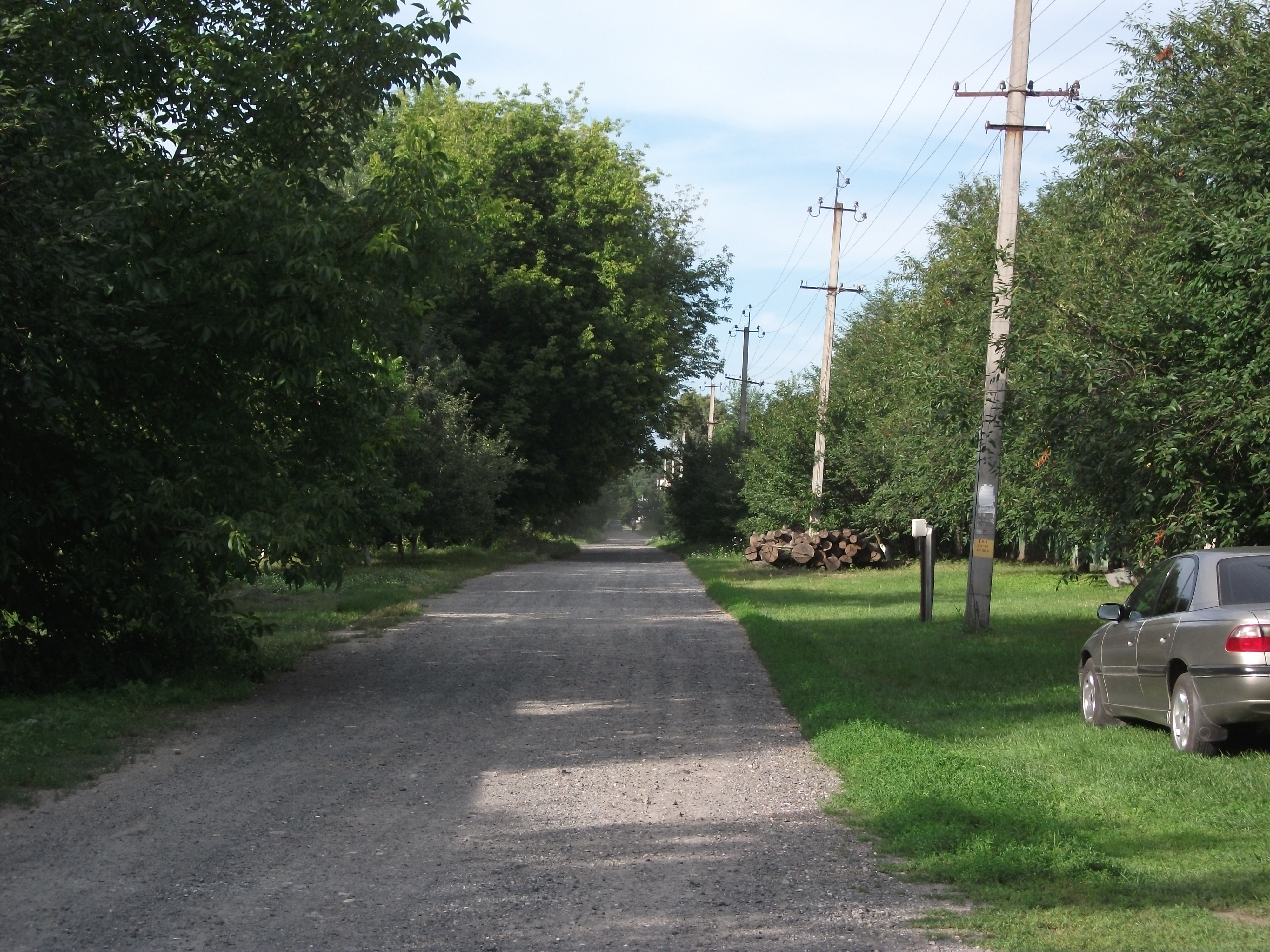
Улица в селе
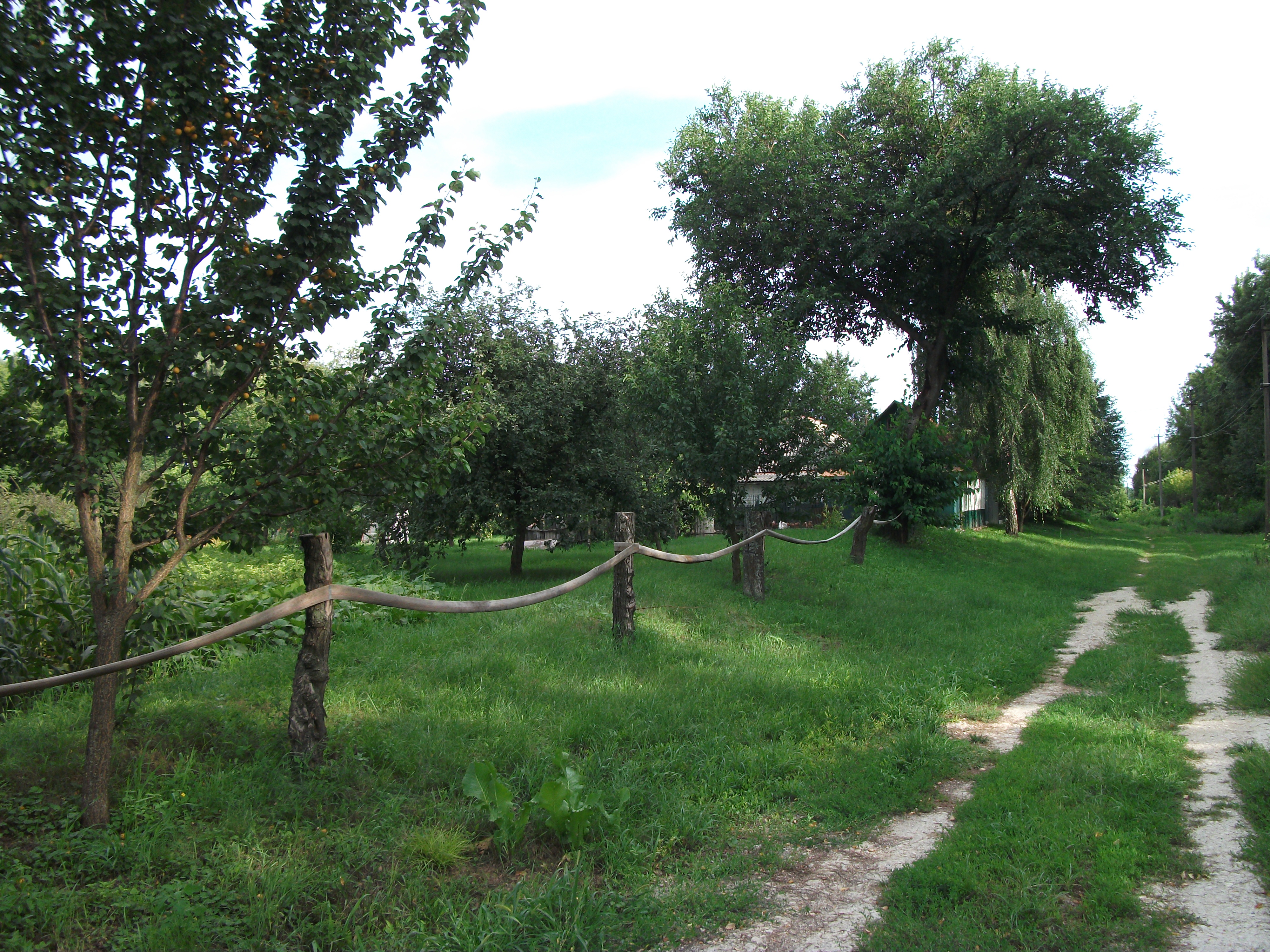
На окраине